# Среднородопски говор
Среднородопският говор е български говор, принадлежащ към рупската подгрупа на източните български диалекти. Разпространен е сред българоговорещото население в Централните Родопи, с основни селища Смолян, Рудозем, Смилян, Девин и Мадан. Наричан е също смолянски говор, а в по-старата литература ахъчелебийски говор по старото име на Централнородопската област.

## Граници
На север среднородопският говор граничи с рупчоския говор през Рожен. На северозапад през Мурсалица с широколъшкия говор. На северозапад граничи с разложкия, а на югозапад с гоцеделчевския говор. На югоизток през Жълти дял граничи със златоградския говор, а на изток няма ясна географска граница, защото граничи с турските говори по долината на Арда.
На юг говорът преминава границата с Гърция, като към 1912 година опира до българо-гръцката езикова граница, но след поредицата бежански вълни през 20-век днес на територията на Гърция е запазен само в някои помашки селища в Ксантийско и е подложен на силна елинизация и турцизация. В Гърция се правят опити говорът да се обяви за отделен помашки език.
Изолиран остров сред смолянския говор е широколъшкият говор в селата Широка лъка, Върбово и Стойките.

## Характеристики

### Морфология
- Тройна членна форма: -ôт (широко о), -та, -то, -тê (широко е) за обща определеност, -ôс, -са, -со, -сê за близки предмети и -ôн, -на, -но, -нê за отдалечени предмети.
- Запазени падежни остатъци.
  - Агломеративна (на базата на акузатива) форма за единствено число при роднинските и личните имена: сѝна, Ива̀на.
  - Остатъци от склоняван член: челêкаток (акузатив), челêкутуму (датив).
  - Остатъци от склонявани прилагателни: га̀л'а ху̀бавêк Пѐтра.
  - Датив в единствено (сѝну, Ива̀ну) и множествено число (ста̀рêм дай мо̀жêне, мла̀дêм зна̀ене).
  - Остатъци от локатив: от ву̀йковцêх има пѝсмо.
- Глаголно окончание за 1 лице единствено число сегашно време за I и II спрежение -м: кра̀дам, пѝшам, ру̀кам, но -а при глаголите от свършен вид: о̀крадна, ру̀кна.
- Деепричастие на -штим: играштѝм, пêештѝм.

### Лексика
Обилие от турцизми: шен, айляк, гърцизми: про̀гима, а̀рнисвам, ка̀матан, то̀ра. Значителен процент от българската му лексика не съвпада с тази на останалите български говори: галенѝк (любовник), галенѝца, штѐне (пале), балну (мъчно), по̀дзима (есен).

### Фонетика
- Основна фонетична черта на говора е широкият звук ô, което е като застъпник на старобългарските ъ, ѫ, ѧ и ь под ударение. В неударена позиция то се редува с леко редуцирано а.
- Застъпник на старобългарското ѣ е широкото ê във всички позиции: снêк, снêгồт.
- ê е застъпник и на старобългарския дифтонг іа: йềм (ям), дồш’т’ер’ê
- Сонантните ър / ръ, ъл / лъ се изговарят като ôр и ôл: кôрф (кръв), пôрф (пръв), нạпồлни
- Наличие на ы в някои мюсюлмански села (Могилица, Долен, Бориково): мы̀шка, сы̀н, ры̀зạ
- Акане – Изговор на неударено o като а пред ударена сричка: гòрạ—гạрѝца
- Редуциране на неударено o като у пред неударена сричка: мàслу.
- В някои села пред сонантните р и л, когато са след съгласна, се изговаря слабо тъмно а: вạрêтèно (вретено), сạрềдạ (сряда)